# Tomàs Sans Corbella
Tomàs Sans Corbella   (Barcelona, segle XIX - Barcelona, 22 de desembre de 1918) fou un pintor paisatgista català.

## Biografia
Fill de Manuel Sans i Cabot (†1871) i de Maria Corbella i Riera (†1912), i net del pilot d'altura Tomàs Sans, visqué gairebé tota la seva vida a la casa familiar del carrer d'en Rosic, 4 bis de Barcelona. Es va casar amb la vídua Mercè Soucheiron Mille (†1929).
Va ser deixeble del pintor paisatgista Josep Armet Portanell (Barcelona, 1843–1911), del que  qual va adquirir una forta influència molt palpable dins la seva obra.  La seva fama incipient el va convertir en un pintor d'èxit al moment, que no només va triomfar a Barcelona, sinó també, la seva obra també va ser sol·licitada al nord d'Espanya i a algunes repúbliques sud-americanes. La seva projecció va permetre que participés en diverses exposicions entre elles la més important l'Exposició Universal de Barcelona del 1888.

## Obra
La seva obra destaca en general per la minuciositat i el detallisme; l'èmfasi del color unia l'harmoniosa expressió del conjunt i de l'ambient propi dels llocs retratats. Va participar en l'Exposició Universal de l'any 1888 però no va ser fins a l'any 1894 que exposà un paisatge en la Exposición General de Barcelona. Dos anys després va ser premiat per les seves obres El Llobregat, Tarde de invierno, Conspiradores i Plaza de San Baudillo.
Posteriorment va participar en diverses exposicions periòdiques, i una de les seves obres, Tarda de Primavera (que va ser presentada a l'Exposició de Belles Arts del 1896) consta al Museu Nacional d'Art de Catalunya. Així mateix, gran part de la seva producció artística va ser venuda a particulars mitjançant les cases de subhastes, sobretot durant els anys 1970 i 1980. Com a tret destacable, moltes de les obres de l'artista estan firmades per l'abreviatura Th.

## Exposicions i subhastes
1885: Catálogo General Ilustrado de la I Exposición de Acuarelas, Dibujos y Pinturas al óleo celebrada por el Centro de Acuarelistas de Barcelona en el Museo Martorell:
- Marina (Pintura a l'oli)
- Paisaje (Pintura a l'oli)
- Cercanías de Puigcerdá (Pintura a l'oli)
- Laguna (Pintura a l'oli)

1888: Exposición Universal de Barcelona 1888. Catálogo General.
1888: VII Exposición Extraordinaria de Bellas Artes
- Paisaje

1891: Catálogo de la Iº Exposición General de Bellas Artes
- Paisaje (Pintura a l'oli)

1894: Ayuntamiento Barcelona, Catálogo II Exposición General de Barcelona
- Paisaje

1896: Ayuntamiento de Barcelona. Catálogo Ilustrado III Exposición de las Bellas Artes e Industrias Artísticas.
- Tarde de invierno (Pintura a l'oli)
- Tarde de primavera obra no exposada. En Catàleg de Pintura s.XIX i XX, Ajuntament de Barcelona; Museu Art Modern.

1897: XIV Exposición Extraordinaria de Bellas Artes
- Tíber
- Paisaje
- Paisaje

1898: Ayuntamiento de Barcelona. Catálogo Ilustrado IV Exposición de las Bellas Artes e Industrias Artísticas
- Lagunas (Pintura a l'oli)

1911: Palacio Municipal de Bellas Artes. VI Exposición internacional de arte.
- Nota de color

1918: Palau de les Belles Arts, Barcelona.
- Marina

## Catàleg d'obra

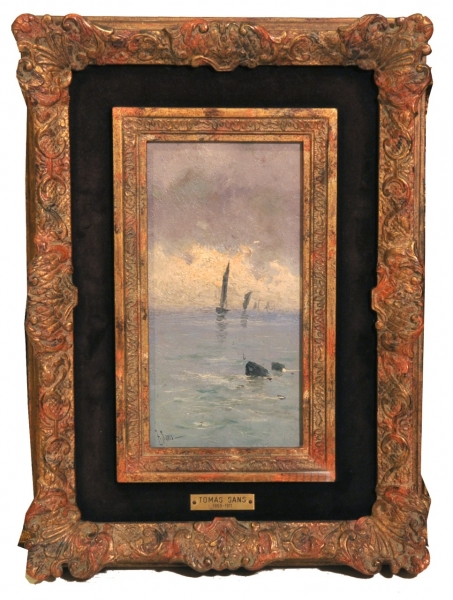
Marina 24 x 13cm [Data desconeguda]
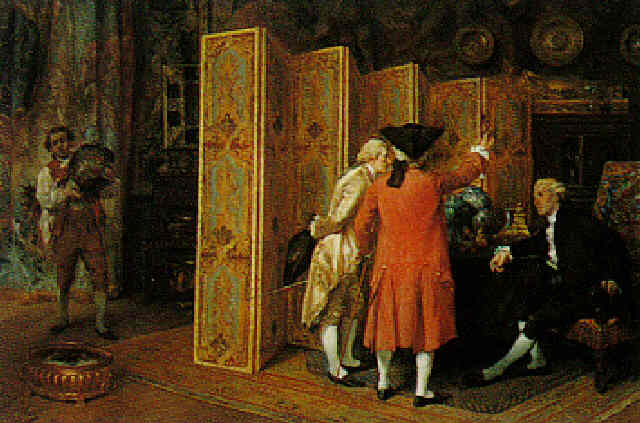
Los conocedores 35.5 x 44.5cm [Data desconeguda]
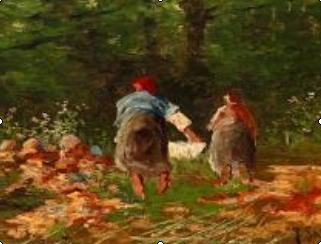
Camperoles [Mida i data desconeguda]
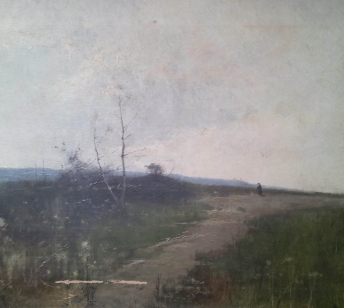
Paisatge amb camí 61 x 100cm [Data desconeguda]
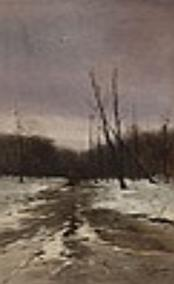
Paisatges 120 X 60.5cm [Data desconeguda]
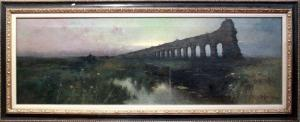
Aqüeducte de Roma [Mida i data desconeguda]
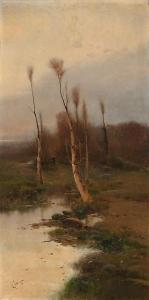
Paisatges [Mida i data desconeguda]
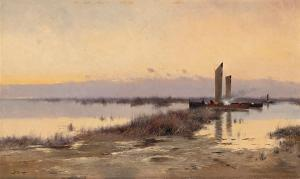
Paisatges 101 x 170.5cm. [Signat i datat el 1893]
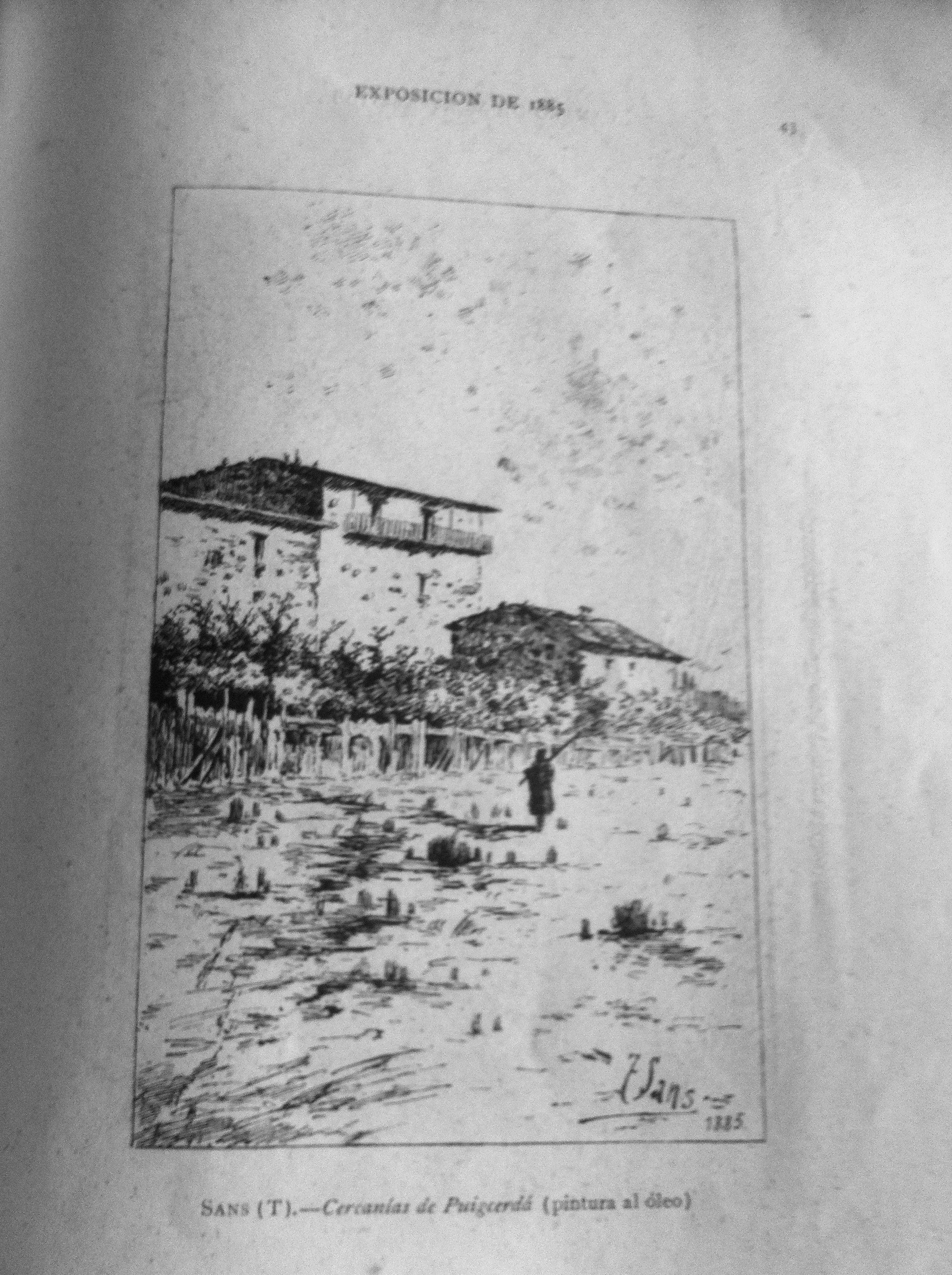
Rodalíes de Puigcerdà [Mida i data desconeguda]
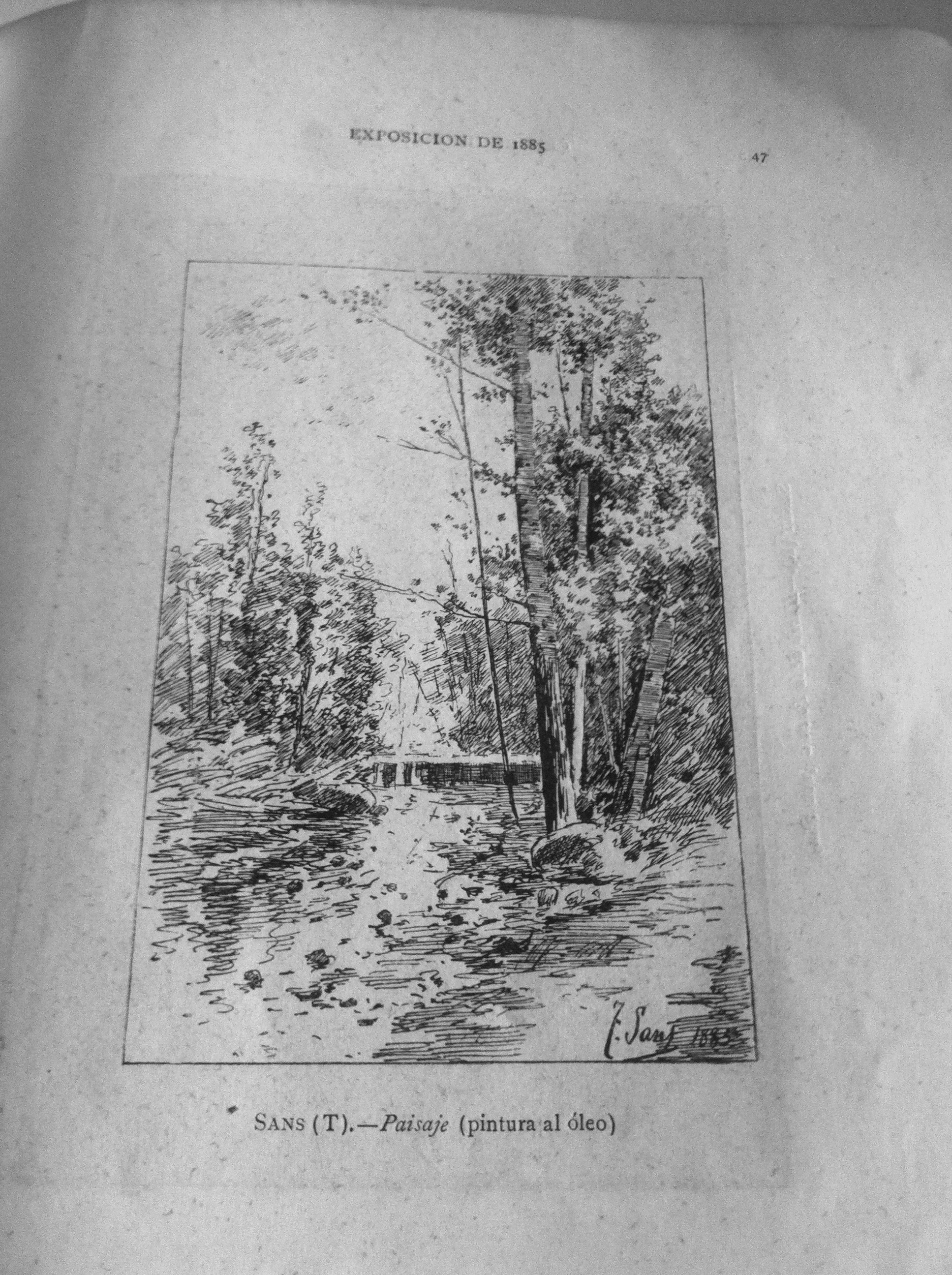
Paisatges [Mida i data desconeguda]